# Governo Medgyessy
Il governo Medgyessy è stato il 67º esecutivo dell'Ungheria e il 5º della Repubblica d'Ungheria nata nel 1989. Rimase in carica dal 27 maggio 2002 al 4 ottobre 2004 per un totale di 2 anni, 4 mesi e 7 giorni. La coalizione di governo era composta da tre partiti: MSZP, SZDSZ e PAN.

## Situazione parlamentare
| Camera              | Collocazione | Partiti                         | Seggi     |
| ------------------- | ------------ | ------------------------------- | --------- |
| Assemblea nazionale | Maggioranza  | MSZP (178), SZDSZ (19), PAN (1) | 198 / 386 |
| Assemblea nazionale | Opposizione  | Fidesz - KDNP (188)             | 188 / 386 |

## Composizione
MSZP
     SZDSZ
     Indipendente
| Carica                                                       | Titolare | Titolare | Titolare                                 | Partito      |
| ------------------------------------------------------------ | -------- | -------- | ---------------------------------------- | ------------ |
| Presidente del consiglio dei ministri                        |          |          | Péter Medgyessy                          | indipendente |
| Ministro della Presidenza del Consiglio dei Ministri         |          |          | Elemer Kiss (Fino al 21 Febbraio 2003)   | indipendente |
| Ministro della Presidenza del Consiglio dei Ministri         |          |          | Peter Bacio (Dal 21 Febbraio 2003)       | MSZP         |
| Ministro dell'Interno                                        |          |          | Mónika Lamperth                          | MSZP         |
| Il Ministro degli Affari Esteri                              |          |          | László Kovács                            | MSZP         |
| Ministro delle finanze                                       |          |          | Csaba László (Fino al 15 Febbraio 2004)  | indipendente |
| Ministro delle finanze                                       |          |          | Tibor Draskovics (Dal 16 Febbraio 2004)  | indipendente |
| Ministro dell'Economia e dei Trasporti                       |          |          | Istvan Csillag                           | indipendente |
| Ministro dell'agricoltura e dello sviluppo rurale            |          |          | Imre Németh                              | indipendente |
| Ministro della Giustizia                                     |          |          | Péter Bárándy                            | indipendente |
| Ministro della salute, degli affari sociali e della famiglia |          |          | Judit Csehak (Fino al 14 Settembre 2003) | MSZP         |
| Ministro della salute, degli affari sociali e della famiglia |          |          | Mihaly Kokeny (Dal 14 Settembre 2003)    | MSZP         |
| Ministro dei Beni Culturali Nazionali                        |          |          | Gábor Görgey (Fino al 18 Maggio 2003)    | indipendente |
| Ministro dei Beni Culturali Nazionali                        |          |          | István Hiller (Dal 18 Maggio 2003)       | MSZP         |
| Ministro dell'Istruzione                                     |          |          | Balint Magyar                            | SZDSZ        |
| Ministro degli affari sociali e del lavoro                   |          |          | Peter Bacio (Fino al 2 Marzo 2003)       | MSZP         |
| Ministro degli affari sociali e del lavoro                   |          |          | Sándor Burány (Dal 2 Marzo 2003)         | MSZP         |
| Ministro della Difesa                                        |          |          | Ferenc Juhász                            | MSZP         |
| Ministro dell'Ambiente e dell'Acqua                          |          |          | Mária Kóródi (Fino al 18 Maggio 2003)    | SZDSZ        |
| Ministro dell'Ambiente e dell'Acqua                          |          |          | Miklós Persányi (Dal 18 Maggio 2003)     | indipendente |
| Ministro della Gioventù e dello Sport                        |          |          | György Janosi (Fino al 18 Maggio 2003)   | MSZP         |
| Ministro della Gioventù e dello Sport                        |          |          | Ferenc Gyurcsany (Dal 18 Maggio 2003)    | MSZP         |
| Ministro delle Comunicazioni                                 |          |          | Kálmán Kovács                            | SZDSZ        |